# Saint-Offenge-Dessus
Saint-Offenge-Dessus korábbi község (település) Franciaországban, Savoie megyében. 2015. január 1-jén Saint-Offenge-Dessous községgel egyesült és Saint-Offenge új község része lett.
Lakosainak száma 333 fő (2018. január 1.).

## Népesség
A település népessége az elmúlt években az alábbi módon változott:
| Lakosok száma | 310  | 328  | 333  |
|               | 2015 | 2017 | 2018 |